# Többszörös dominancia
A többszörös dominancia vagy többszörös génhatás   a genetikában a különböző gének alléljai közötti kölcsönhatások egyik fajtája. Lényege, hogy a gének domináns alléljainak hatása megegyezik, és a többi részt vevő gén recesszív alléljait is elnyomják. Az allélok hatása nem adódik össze: ha mindkét génből jelen van a domináns allél, akkor ugyanaz a fenotípus jön létre, mint ha csak az egyik lenne jelen. Dihibrid hasadási aránya 15:1. További elnevezése még: redundáns gének.
Oka számos esetben az, hogy mindkét domináns változat által kódolt enzim el tudja készíteni a végterméket. Ez génduplikációra vezethető vissza. A génhatásra példa  a búza (Triticum aestivum) pelyvaleveleinek színanyag-szintézise, a második utódnemzedékben 15 barna pelyvás búzára egy fehér pelyvás jut. Egy másik példa a pásztortáska becőke termés alakja. Rokonítható az episztázissal. 